# 谷岡昌
谷岡 昌（たにおか まさし、2001年7月14日 - ）は、愛媛県西予市野村町出身のサッカー選手。Jリーグ・愛媛FC所属。ポジションはMF。

## 来歴
愛媛県出身で愛媛FC U-15、愛媛FC U-18に所属した後、関西大学でプレー。大学屈指の守備能力と、精度の高いキックが持ち味で、ボランチやセンターバックを務めてきた。
2023年8月、2024年からの愛媛FCへの加入を発表。
2024年3月30日、J2リーグ第7節藤枝MYFC戦でJリーグデビュー。4月13日の第10節鹿児島ユナイテッドFC戦では初スタメンを経験。

## エピソード
2024年のJリーグデビュー後もWikipediaのページがなかったが、シーズン途中からできた。
好きな芸能人は女優の有村架純。
好きな愛媛FCの先輩は深澤佑太。深澤は関西大学の先輩にあたる。
インドアな性格で真面目。
趣味はカフェで読書。インテリアを見ること。
西予市の観光大使も狙っている。

## 所属クラブ
- 愛媛FC U-15
- 愛媛FC U-18
- 関西大学
- 2024 - 愛媛FC

## 個人成績
| 国内大会個人成績 | 国内大会個人成績 | 国内大会個人成績 | 国内大会個人成績 | 国内大会個人成績 | 国内大会個人成績 | 国内大会個人成績 | 国内大会個人成績 | 国内大会個人成績 | 国内大会個人成績 | 国内大会個人成績 | 国内大会個人成績 |
| 年度             | クラブ           | 背番号           | リーグ           | リーグ戦         | リーグ戦         | リーグ杯         | リーグ杯         | オープン杯       | オープン杯       | 期間通算         | 期間通算         |
| 年度             | クラブ           | 背番号           | リーグ           | 出場             | 得点             | 出場             | 得点             | 出場             | 得点             | 出場             | 得点             |
| 日本             | 日本             | 日本             | 日本             | リーグ戦         | リーグ戦         | リーグ杯         | リーグ杯         | 天皇杯           | 天皇杯           | 期間通算         | 期間通算         |
| ---------------- | ---------------- | ---------------- | ---------------- | ---------------- | ---------------- | ---------------- | ---------------- | ---------------- | ---------------- | ---------------- | ---------------- |
| 2024             | 愛媛             | 6                | J2               | 20               | 0                | 1                | 0                | 2                | 0                | 23               | 0                |
| 2025             | 愛媛             | 6                | J2               |                  |                  |                  |                  |                  |                  |                  |                  |
| 通算             | 日本             | 日本             | J2               | 20               | 0                | 1                | 0                | 2                | 0                | 23               | 0                |
| 総通算           | 総通算           | 総通算           | 総通算           | 20               | 0                | 1                | 0                | 2                | 0                | 23               | 0                |

出場歴
- Jリーグ初出場 - 2024年3月30日 J2第7節 藤枝MYFC戦 (ニンジニアスタジアム)